# Apodemus semotus
Espèce
Statut de conservation UICN

 LC  : Préoccupation mineure
Apodemus semotus, le Mulot de Taïwan, est une espèce de mammifères de la sous-famille des Murinae et du genre Apodemus (les mulots), nommé par les anglophones Taiwan field mouse ou Formosan wood mouse.

## Systématique
L'espèce Apodemus semotus a été décrite pour la première fois en 1908 par le mammalogiste britannique Oldfield Thomas (1858-1929).
Sur la base de mesures morphologiques, il a été suggéré que le Mulot de Taïwan n'était pas différent du Petit mulot de Chine (Apodemus draco) et ne devrait pas être considéré comme une espèce distincte.

## Répartition
Le Mulot de Taïwan est endémique de l'île de Taïwan, dans les régions montagnardes situé entre 1 400 et 3 000 m d'altitude. Il n'est pas menacé.

## Description
La longueur du corps d'un adulte est comprise entre 76 et 125 mm ; la queue est d'une taille presque égale (75 à 112 mm).